# Santa Maria Nuova Spallicci
Santa Maria Nuova Spallicci is een plaats (frazione) in de Italiaanse gemeente Bertinoro.